# Skidbladner
Skidbladner (fornvästnordiska: Skíðblaðnir, ”sammansatt av små tunna träskivor”) är i den fornnordiska mytologin guden Frejs magiska skepp i vilket alla asagudar ryms. Frej kan vika ihop skeppet som en duk och stoppa det i sin pung när det inte behövs. Skidbladner har också alltid medvind oavsett i vilken riktning skeppet seglar.
Skidbladner byggdes av Ivaldesönerna.

## Källtexterna

### Poetiska Eddan
Grímnismál
Skidbladner omtalas i stroferna 43 och 44 i Grímnismál. Det rör sig om inskottsstrofer som inte har med den egentliga handlingen att göra.
| Ivaldes söner gingo arla i tiden att skapa Skidbladnes skepp, det bästa bland skepp, åt den skire Frej, Njords ostrafflige ättling. | Ívalda synir gengu í árdaga Skíðblaðni at skapa, skipa bezt, skírum Frey, nýtum Njarðar bur. |  |

Den därpå följande strofen är en tula som handlar om det bästa av olika slags ting och inleds med orden ”Yggdrasils ask är ypperst av träd, men Skidbladner av skepp” (Askr Yggdrasils, hann er œzstr viða, en Skíðblaðnir skipa).
Båda stroferna citeras som källor i Snorre Sturlassons Edda; strof 43 finns i Skáldskaparmál 7 och strof 44 i Gylfaginning 41. Det är också tack vare Snorre som vi får veta att Ivaldes söner var dvärgar.

### Snorres Edda
Gylfaginning
Skidbladner beskrivs utförligast i Gylfaginning 43:
| Skidbladner är det bästa och mest konstfärdigt byggda av alla skepp, men Nagelfar är störst; det ägs av Muspell. Några dvärgar, Ivaldes söner, byggde Skidbladner och gav det till Frej. Så stort är skeppet att alla asarna får plats med vapen och härkläder. När seglet hissas får skeppet medvind vart det än färdas. Men skeppet är gjort av så många delar och med så stor konst, att när man inte skall använda det, kan det vikas samman som en duk och stoppas i bältespungen. | Skíðblaðnir er beztr skipanna ok með mestum hagleik gerr, en Naglfari er mest skip, þat er á Muspell. Dvergar nokkvorir, synir Ívalda, gerðu Skíðblaðni ok gáfu Frey skipit. Hann er svá mikill at allir Æsir megu skipa hann með vápnum ok herbúnaði, ok hefir hann byr þegar er segl er dregit, hvert er fara skal. En þá er eigi skal fara með hann á sæ þá er hann gǫrr af svá mǫrgum hlutum ok með svá mikilli list at hann má vefja saman sem dúk ok hafa í pung sínum. |  |

Ett skepp, som är ”hopfogat av många små delar” och som vid behov kan vikas ihop som en duk, leder tankarna till ett kultskepp som kunnat användas vid religiösa högtider, men som plockades undan när festen var över. Sådana kultskepp har ända in i modern tid dragits över markerna i samband med fruktbarhetsritualer. Oscar Almgren såg häri en kultisk kontinuitet sträckande sig ända tillbaka till bronsålderns hällristningsskepp. Att Skidbladner ägdes av fruktbarhetsguden Frej går i linje med denna tanke: Vanerna rådde inte bara över markens gröda utan även över det kustnära fisket. ”Skíðblaðnir kan regnes for et kultskip projisert til det guddommelige plan”, sammanfattar Anne Holtsmark. Men namnet ”Skíðblaðnir” kan knappast vara äldre än det äldsta plankbyggda skeppet.
Oavsett varifrån idén härstammar är det troligt att Snorre också har inspirerats av sägner och folksagor. Hrafnistaättens hövdingar fick enligt Ramstasagorna alltid medvind då de satte segel; ett skepp liknande Skidbladner omtalas i Samsons saga fagra, och Olof den heliges skepp ”Oxen” seglade över land och vatten och genom luften, och det så snabbt att om man stod i fören och sköt en pil rakt framåt så gick den baklänges ty skeppet var snabbare.
Skáldskaparmál
Hur det gick till när Skidbladner skapades berättas i Skáldskaparmál 35.
Av illvilja hade Loke klippt håret av Siv, vilket gjorde henne oglad och hennes make Tor ursinnig. För att rädda livet vände sig Loke till svartalverna och förmådde Ivaldes söner, Brokk och Eitre, att smida nytt hår av guld till Siv, vilket kunde växa som vanligt hår. Samtidigt passade dvärgarna på att även tillverka skeppet Skidbladner åt Frej och spjutet Gungner åt Oden.
Vid smidet hade Brokk stått vid ässjan medan Eitre skötte bälgen. För att så split mellan bröderna satte nu Loke sitt eget huvud i pant på att Eitre vid ässjan inte skulle ha lyckats lika bra som brodern hade gjort. Då bytte bröderna plats och Eitre ställde sig vid ässjan. Sedan smidde han galten Gyllenborst, ringen Draupner och hammaren Mjölner. Men Loke fuskade under smidet. För att vinna vadet förvandlade han sig till en fluga som stack Brokk där han stod vid bälgen, så att blästringen höll på att misslyckas. Därför fick Mjölner ett ganska kort skaft.
Asarnas domslut blev i alla fall att hammaren var det bästa av de tillverkade föremålen, varför Loke förlorade vadet. Brokk ville genast skära av honom huvudet, men Loke förbjöd honom att skada halsen. Det var ju bara huvudet som satts i pant. Då sydde Brokk i stället ihop läpparna på Loke för att få slut på pladdret.

### Heimskringla
Skidbladner omtalas också i sjunde kapitlet av Ynglingasagan, men här är det Oden som påstås vara skeppets ägare.
| Detta kunde han [Oden] också göra med sina blotta ord: Släcka eld och stilla sjögång och vända vinden åt vilket håll han ville. Oden ägde ett skepp som hette Skidbladner. På det for han över stora hav och det kunde vecklas samman som en duk. | Þat kunni hann enn at gera með orðum einum, at slökkva eld ok kyrra sjá, ok snúa vindum hverja leið er hann vildi. Óðinn átti skip, þat er Skiðblaðnir hét, er hann fór á yfir höf stór, en þat mátti vefja saman sem dúk. |  |

Kapitlet handlar om Oden som shaman och trollkarl, och Skidbladner är här bara ett av hans magiska redskap. Men exemplet illustrerar hur gudarnas ansvarsområden ofta överlappar. Oden har ibland drag av fruktbarhetsgud, vilket visar sig i hans erotiska eskapader med jättinnor, medan Frej kan framstå som krigsgud. Han var ju ägare till det förtrollade svärdet, som kämpar av egen vilja utan att någon håller i det, och som Viktor Rydberg identifierade med domedagsvapnet Lævateinn.